# Devin Brooks
Devin Brooks (Harlem, 27 agosto 1992) è un cestista statunitense.